# Konrad Wolf

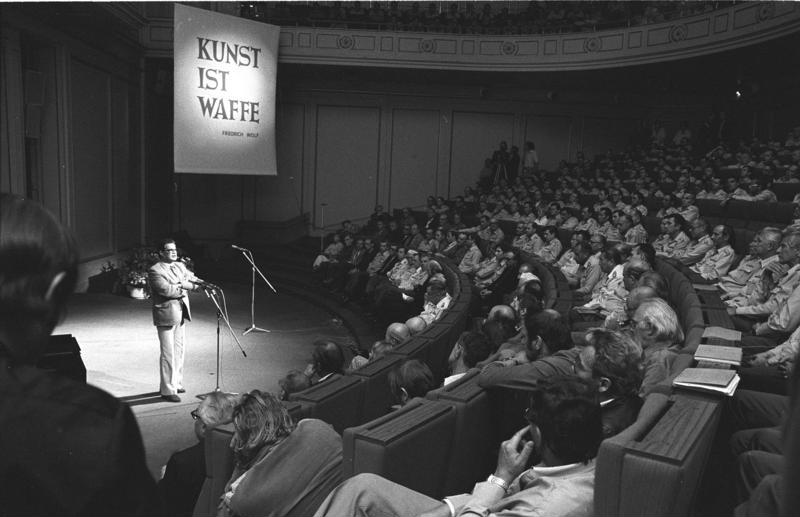
Konrad Wolf dirigiéndose a los soldados Ejército Nacional del Pueblo en 1981, bajo el lema "Kunst ist Waffe" ("el arte es el arma", una cita de su padre Friedrich Wolf).

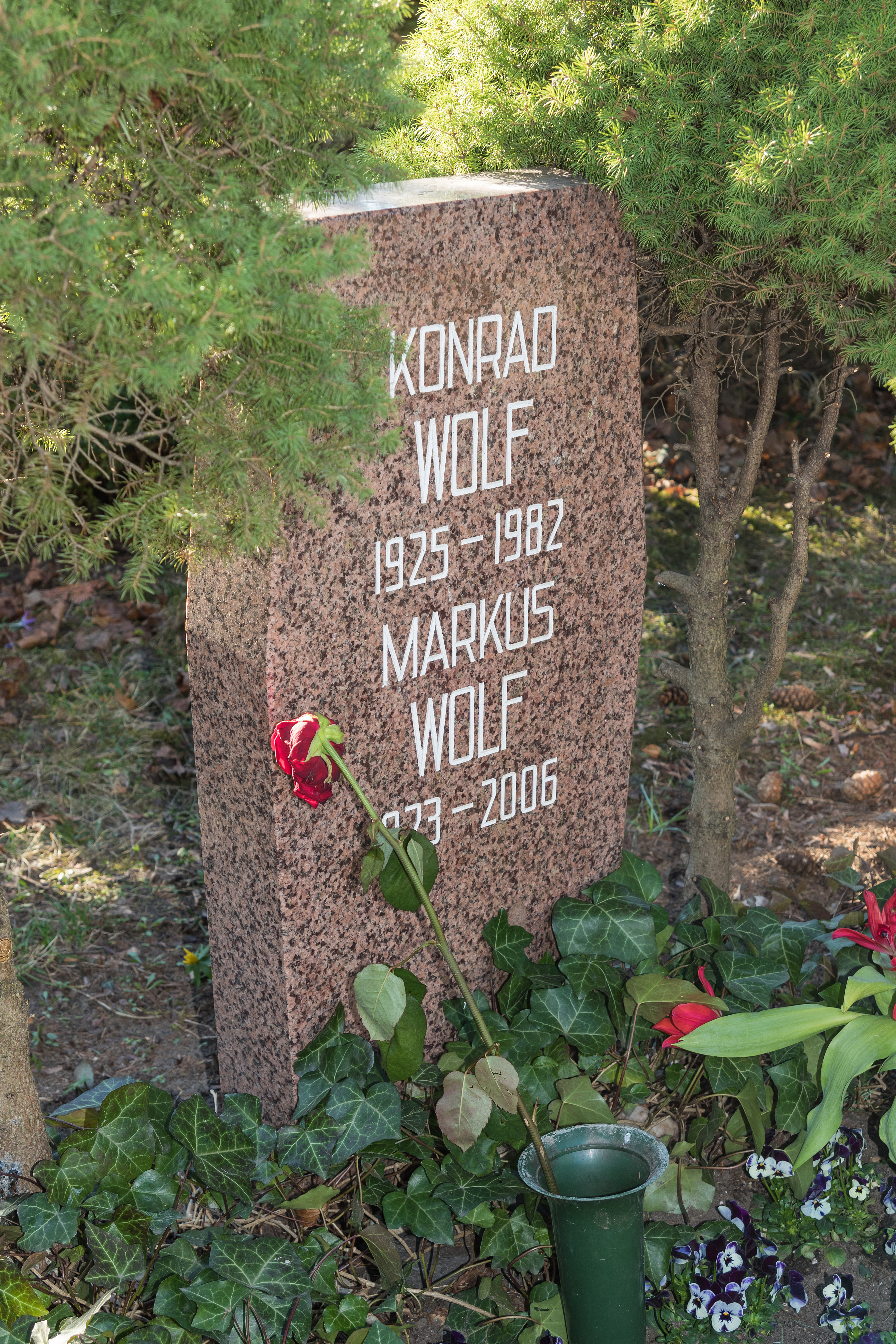
Tumba de Wolf en Zentralfriedhof Friedrichsfelde.

Konrad Wolf (Hechingen, 20 de octubre de 1925 - Berlín Este, 7 de marzo de 1982) fue un director de cine alemán. Era hijo del escritor, doctor y diplomático Friedrich Wolf, y el hermano menor del espía de la Stasi Markus Wolf.

## Biografía
Él y su familia abandonaron Alemania en destino a Moscú cuando el Partido Nazi tomó el poder en 1933. Allí Wolf entró en contacto intenso con el cine soviético. A los 10 años, desempeñó un papel secundario en la película "Kämpfer", filmada entre los emigrantes comunistas alemanes en Moscú. Su hermano y él, asistieron a la Escuela Karl Liebknecht en Moscú. A los 17 años se unió al Ejército Rojo y en 1945, formó parte de una de las primeras tropas en llegar a Berlín. Permaneció en el Ejército soviético hasta 1948. Más tarde describió estos eventos en la película de 1968, Ich war neunzehn.
Poco después de la guerra, Wolf regresó a Moscú, donde estudió en  VGIK. Su película de 1959 Sterne ' (alemán: estrellas) ganó el Gran Premio del Jurado en el Festival Internacional de Cine de Cannes de 1959. En 1961, su película Professor Mamlock fue seleccionado en la sección oficial del Festival Internacional de Cine de Moscú donde ganó el Premio de Oro. Su película de 1971 Goya - Der lange Weg der Erkenntnis ganó el premio especial del mismo festival moscovita.
Posteriormente trabajó como director de cine en DEFA. Fue presidente de la DDR Academia de las Artes de Berlín desde 1965 hasta su muerte en 1982. 
En 1978, fue miembro del jurado en el 28º Festival Internacional de Cine de Berlín. En 1980, su película Solo Sunny ebtró en la sección oficial del Berlinale.
Estuvo casado con la actriz Christel Bodenstein desde 1960 hasta 1978.

## Filmografía
- Einmal ist keinmal (1954)
- Once Is Never (1955)
- Genesung (1956)
- Lissy (1957)
- Buscadores de sol (Sonnensucher) (1958)
- La estrella de David (Sterne) (1959)
- Leute mit Flügeln (1960)
- Professor Mamlock (1961)
- Der geteilte Himmel (1964)
- El cielo dividido (Der kleine Prinz) (1966)
- Yo tenía 19 años (Ich war neunzehn) (1968)
- Goya. El difícil camino del conocimiento (Goya - Der lange Weg der Erkenntnis) (1971)
- Der nackte Mann auf dem Sportplatz (1974)
- Mama, I'm Alive (Mama, ich lebe) (1976)
- Solo Sunny (1979)
- Busch singt (Documental sobre el actor Ernst Busch, finalizado por otros autores) (1981)

## Premios y distinciones
Festival Internacional de Cine de Cannes
| Año  | Categoría              | Película | Resultado |
| ---- | ---------------------- | -------- | --------- |
| 1959 | Gran Premio del Jurado | Sterne   | Ganador   |